# 紀元前590年
紀元前590年（きげんぜん590ねん）は、西暦（ローマ暦）による年。紀元前1世紀の共和政ローマ末期以降の古代ローマにおいては、ローマ建国紀元164年として知られていた。紀年法として西暦（キリスト紀元）がヨーロッパで広く普及した中世時代初期以降、この年は紀元前590年と表記されるのが一般的となった。

## 他の紀年法
- 干支 : 辛未
- 日本
  - 皇紀71年
  - 神武天皇71年
- 中国
  - 周 - 定王17年
  - 魯 - 成公元年
  - 斉 - 頃公9年
  - 晋 - 景公10年
  - 秦 - 桓公14年
  - 楚 - 共王元年
  - 宋 - 文公21年
  - 衛 - 穆公10年
  - 陳 - 成公9年
  - 蔡 - 景侯2年
  - 曹 - 宣公5年
  - 鄭 - 襄公15年
  - 燕 - 宣公12年
- 朝鮮
  - 檀紀1744年
- ユダヤ暦 : 3171年 - 3172年

## できごと

### 中国
- 晋の景公が瑕嘉を派遣して周と戎の争いを調停させた。
- 劉康公が茅戎を攻撃し、徐吾氏で敗北した。
- 魯が斉の侵入に備えて丘甲の制を定めた。
- 魯の臧許（臧宣叔）が晋の景公と赤棘で盟を交わした。